# Zaglyptus iwatai
Zaglyptus iwatai là một loài tò vò trong họ Ichneumonidae.